# Manaharwa
Manaharwa (nep. मनहर्वा) – gaun wikas samiti w środkowej części Nepalu w strefie Narajani w dystrykcie Bara. Według nepalskiego spisu powszechnego z 2001 roku liczył on 1350 gospodarstw domowych i 8569 mieszkańców (4283 kobiet i 4286 mężczyzn).